# Learning to Breathe
Learning to Breathe es el tercer álbum de estudio de la banda estadounidense Switchfoot. Fue lanzado el 26 de septiembre de 2000 y es último disco para el sello independiente re:think Records, que fue distribuido por Sparrow Records. Este álbum también recibió una nominación Grammy al mejor álbum gospel rock en 2001.

## Lista de canciones
Todas las canciones escritas y compuestas por Jon Foreman. 
| N.º | Título                      | Escritor(es)             | Duración |  |
| 1.  | «I Dare You To Move»        |                          | 4:07     |  |
| 2.  | «Learning to Breathe»       |                          | 4:35     |  |
| 3.  | «You Already Take Me There» | Jon Foreman, Tim Foreman | 2:42     |  |
| 4.  | «Love Is the Movement»      |                          | 5:10     |  |
| 5.  | «Poparazzi»                 |                          | 3:20     |  |
| 6.  | «Innocence Again»           | Jon Foreman, Tim Foreman | 3:28     |  |
| 7.  | «Playing for Keeps»         |                          | 3:44     |  |
| 8.  | «The Loser»                 |                          | 3:43     |  |
| 9.  | «The Economy of Mercy»      |                          | 3:56     |  |
| 10. | «Erosion»                   |                          | 3:22     |  |
| 11. | «Living Is Simple»          |                          | 5:17     |  |

## Personal
Switchfoot
- Jon Foreman - guitarra, coros
- Tim Foreman - bajo, coros
- Chad Butler  - batería, percusión